# Thaia assamensis
Thaia assamensis är en insektsart som först beskrevs av Mahmood 1967.  Thaia assamensis ingår i släktet Thaia och familjen dvärgstritar. Inga underarter finns listade i Catalogue of Life.